# ابجد
صورت هشتگانه حروف جُمَّل که با نام اولین صورت (ابجد)، معروف است. ترتیب حروف صامت یا بی‌صدا در این نسق، همان ترتیب عبری–آرامی است و این امر، مؤید آن است که عرب، الفبای خود را از آنان و از طریق نبطیان اقتباس کرده‌است.
حروف اَبجَد، شیوه‌ای برای مرتب‌سازی حروف زبان عربی است که برپایه الفبای اولیه خط فنیقی، مرتب شده‌اند. گاهی این شیوه در شماره‌گذاری موارد یا صفحات به کار می‌رود.
برای آسانی از بَر کردن ترتیب این حروف، هر چندتا حرف پیاپی، به شکل واژه درآمده و تلفظ می‌شوند. این واژه‌ها عبارت‌اند از: «اَبْجَدْ - هَوََّزْ - حُطّی - کَلَمَنْ - سَعْفَصْ - قَرَشَتْ - ثَخِذْ - ضَظِغْ»
از الفبای ابجد برای متناظر کردن اعداد و واژه‌ها نیز استفاده می‌شود. به این ترتیب که برای هر حرف واژه‌ای که بخواهند به عدد تبدیلش کنند، عدد متناظر را از جدول زیر برمی‌دارند و اعداد به دست‌آمده را جمع می‌زنند. برای نمونه در این روش، واژهٔ «علی» برابر با «۱۱۰» می‌شود همچنین «یاعلی» برابر با «۱۲۱» می‌باشد.
همزه (أ) و الف (ا) هر یک را به عدد ۱ حساب می‌کنند و حروفی که به واسطه تشدید مکرر است، یک حرف محاسبه می‌شوند؛ مثلاً واژه فَعّال را ۱۸۱ می‌گیرند؛ چون ف ۸۰، ع ۷۰، ا ۱ و ل ۳۰ است.  حساب کلماتی همچون اله و رحمن صورت مکتوب است؛ نه ملفوظ. از این رو اله عدد ۳۶ خواهد بود و رحمن ۲۹۸.
برخی افراد برای این شماره‌ها ویژگی‌های فراطبیعی قائلند

## کاربرد
الف) صفحه‌های مقدمهٔ بعضی از کتاب‌ها را با این عددها شماره‌گذاری می‌کنند.
ب) تاریخ وقایع مهم را با ترکیب حروف ابجد به صورت یک واژه یا یک عبارت یا یک جملهٔ معنی دار یا شعر درمی‌آورند که به خاطر سپردن آن واژه یا عبارت یا آن جمله یا شعر، تاریخ مزبور را حساب می‌کنند (ماده تاریخ).
ج) در موسیقی پس از اسلام، در ثبت اصوات و دساتین از حروف ابجد استفاده شده‌است. برای نمونه نغمه‌های دستگاه شور با حروف ابجد عبارت بوده‌اند از: «یح یه یب ی ح ه ج ا» و فاصله‌ها و ابعاد آن‌ها: «ط ط ج‍ ج‍ ط ج‍ ج» که در موسیقی امروز به ترتیب نت‌های سل، لاکرن، سی بمل، دو، ر، می‌بمل، فا و سل را تشکیل می‌دهند.
د) گاهی در نوشتن، برای جدا کردن مطالب مختلف از یکدیگر، آن‌ها را با حروف ابجد مشخص می‌کنند؛ مثلاً در همین‌جا برای جدا کردن کاربردهای حروف ابجد، آن‌ها را با حروف الف، ب، ج و … مشخص کردیم.

## ارزش حروف
ارزش حروف ابجد کبیر به شرح زیر هستند:
| ارزش | حرف | نام یونیکد | معادل لاتین |
| ---- | --- | ---------- | ----------- |
| ۱    | ا   | ʾalif      | ʾ / ā       |
| ۲    | ب   | bāʾ        | b           |
| ۳    | ج   | jīm        | j           |
| ۴    | د   | dāl        | d           |
| ۵    | ه   | hāʾ        | h           |
| ۶    | و   | wāw        | w / ū       |
| ۷    | ز   | zayn / zāy | z           |
| ۸    | ح   | ḥāʾ        | ḥ           |
| ۹    | ط   | ṭāʾ        | ṭ           |
|      |     |            |             |

| ارزش | حرف | نام یونیکد | معادل لاتین |
| ---- | --- | ---------- | ----------- |
| ۱۰   | ی   | yāʾ        | y / ī       |
| ۲۰   | ک   | kāf        | k           |
| ۳۰   | ل   | lām        | l           |
| ۴۰   | م   | mīm        | m           |
| ۵۰   | ن   | nūn        | n           |
| ۶۰   | س   | sīn        | s           |
| ۷۰   | ع   | ʿayn       | ʿ           |
| ۸۰   | ف   | fāʾ        | f           |
| ۹۰   | ص   | ṣād        | ṣ           |
|      |     |            |             |

| ارزش | حرف | نام یونیکد | معادل لاتین |
| ---- | --- | ---------- | ----------- |
| ۱۰۰  | ق   | qāf        | q           |
| ۲۰۰  | ر   | rāʾ        | r           |
| ۳۰۰  | ش   | šīn        | š           |
| ۴۰۰  | ت   | tāʾ        | t           |
| ۵۰۰  | ث   | ṯāʾ        | ṯ           |
| ۶۰۰  | خ   | ḫāʾ        | ḫ           |
| ۷۰۰  | ذ   | ḏāl        | ḏ           |
| ۸۰۰  | ض   | ḍād        | ḍ           |
| ۹۰۰  | ظ   | ẓāʾ        | ẓ           |
| ۱۰۰۰ | غ   | ġayn       | ġ           |

## مناقشات در حساب (جمل) ابجدی

### حروف گچ پژ فارسی
چون چهار حرف "گ چ پ ژ" در زبان عربی فصیح وجود ندارد، عده ای نزدیکترین حرف عربی به آن را معادل گرفته‌اند (گ=ک=۲۰)، (چ=ج=۳)، (پ=ب=۲) و (ژ=ز=۷). اما گروهی نیز معادل این حروف چهارگانه را صفر گرفته‌اند. مثلاً، براین اساس واژه "پروین" در ابجد کبیر به دو روش قابل حساب است.
روش اول: (پ=ب)+ر+و+ی+ن=۲+۲۰۰+۶+۱۰+۵۰=۲۶۸
روش دوم: (پ=معادل ندارد)+ر+و+ی+ن=۰+۲۰۰+۶+۱۰+۵۰=۲۶۶

### تشدید
گروهی حروف مشدد را دو حرف حساب می‌کنند، اما مشهورتر آن است که حروف مشدد یک حرف به حساب آیند؛ مثلاً، اگر حرف "میم" در "محمّد" دو حرف حساب شود نتیجه "۱۳۲" خواهد بود اما اگر به طریق مشهور یک حرف حساب شود نتیجه "۹۲" خواهد بود. 

### حروف والی
حروف والی یا ناخوانا در عربی شامل (ا، و، ل، ی) هستند که نوشته شده ولی خوانده نمی‌شوند؛ چنین حروفی در محاسبات جمل حذف می‌شوند. مثلا "الف" وسط در اسم "ابوالفضل" خوانده نمی‌شود لذا به صورت "ابولفضل" معادل "۹۴۹" حساب می‌شود.